# Undertale
Undertale (auch UnderTale oder UNDERTALE geschrieben) ist ein Computer-Rollenspiel, das von dem US-amerikanischen Indie-Entwickler Toby Fox entwickelt und veröffentlicht wurde. Toby Fox ist verantwortlich für Skript, Design und Soundtrack; das Spiel enthält zudem Artworks der Designerin Temmie Chang. Es wurde für Windows und macOS am 15. September 2015 veröffentlicht.
Bei der Veröffentlichung wurde Undertale von vielen Spielekritikern gelobt für die Geschichte, die Charaktere und auch für das Kampfsystem. Das Spiel wurde über 1.700.000 Mal verkauft und bei einigen Preisverleihungen für Auszeichnungen nominiert, unter anderem als Spiel des Jahres von verschiedenen Gaming-Publikationen. Metacritic aggregiert für die PC-Version von Undertale eine Durchschnittswertung von 92 von 100 möglichen Punkten.
Das japanische Studio 8-4 entwickelte Ports von Undertale für mehrere Spielekonsolen: Am 15. August 2017 erschien Undertale für PlayStation 4 und PlayStation Vita, am 18. September 2018 für die Nintendo Switch und am 16. März 2021 für Xbox One und Xbox Series X und Series S.

## Inhalt

### Spielprinzip
In Undertale steuert der Spieler ein menschliches Kind und navigiert es durch den „Untergrund“ (engl. Underground), eine große, abgelegene Region unter der Erdoberfläche. Die Bewohner des Untergrundes, „Monster“ genannt, sind eine Gruppe nicht-menschlicher, intelligenter Wesen, die von der Erdoberfläche verbannt wurden, nachdem sie einen Krieg gegen die Menschen verloren haben. Das Kind fällt in eine Schlucht, die in den Untergrund führt, woraufhin es im Spielverlauf mit vielen Monstern interagiert, mit der Aufgabe, auf die Erdoberfläche zurückzukehren.
Undertale bietet, neben einem neutralen Spielverlauf und -ende, zwei spezielle Spielwege: den sogenannten Pacifist Run (dt. „Pazifisten-Durchlauf“) und den sogenannten Genocide Run (dt. „Genozid-Durchlauf“). Während des Spiels muss sich der Charakter entscheiden, ob er entweder die auftauchenden Monster tötet oder sich mit ihnen anfreundet. Solche Entscheidungen verändern den Verlauf des Spieles deutlich, indem sich unter anderem die Dialoge und die Geschichte gemäß den Entscheidungen verändern. Der Pacifist Run führt zum „guten Ende“, der Genocide Run zum „schlechten Ende“. Jedoch ist kein Spieldurchlauf wie der andere, da bei jedem neuen Durchlauf vorher eine „FUN-Variable“ bestimmt wird. Diese Variable bestimmt, ob einige kleine Details in dem Durchlauf erscheinen, die es dann zu entdecken gibt.

### Steuerung
Undertale nutzt die Vogelperspektive. In dem Spiel steuert man ein menschliches Kind per Tastatur. Der Spieler entdeckt eine unterirdische Welt mit Monstern, Dörfern und verschiedenen Orten und muss dabei eine Anzahl von Rätseln lösen. Der Untergrund ist das Zuhause der Monster, die man in Kämpfen herausfordern kann. Über die Weltkarte hinweg sind Speicherpunkte (engl. save points) verteilt, die den Spieler heilen und den aktuellen Fortschritt des Spielers abspeichern.

### Kampfsystem
Wenn der Spieler einem Monster begegnet, startet ein Kampf. Während eines Kampfes kontrolliert der Spieler ein kleines Herz, das die Seele des Charakters darstellen soll. Man versucht den Attacken, die vom Gegner ausgeführt werden, auszuweichen. Dieses System ähnelt dem Shoot-’em-up-Genre.
Der Spieler seinerseits kann gegen den Gegner in Kämpfen Attacken ausführen. Mit Fight (engl. für „Kämpfen“) kann der Spieler ein Monster verletzen und dadurch besiegen bzw. töten und dann Gold, die Währung des Spieles, erhalten oder an LV steigen. Alternativ kann der Spieler aber auch per Act (engl. für „Agieren“/„Handeln“) mit einem Monster interagieren, zum Beispiel einen Witz erzählen oder irgendetwas Nettes sagen. Als dritte Option steht dem Spieler der Befehl Spare (engl. für „Verschonen“) zur Verfügung. Wenn die Namensanzeige eines Gegners gelb leuchtet, dies geschieht meist durch richtiges „Handeln“, kann man das Monster verschonen und der Kampf endet friedlich. Im Spielverlauf werden die Kämpfe schwerer und neue Hindernisse eingesetzt. Diese äußern sich in Spezialattacken seitens der Gegner, die durch abweichende Farben hervorgehoben werden: Führt der Gegner beispielsweise eine blaue Attacke aus, darf der Spieler sein Herz nicht bewegen. Führt der Gegner hingegen eine orange Attacke aus, ist der Spieler gezwungen, sein Herz sehr wohl zu bewegen. Daneben gibt es Endgegner, welche die Kontrolle des Spielers über sein Herz manipulieren können.
Einige der Monster unterhalten sich mit dem Spieler während eines Kampfes und das Spiel informiert den Spieler über die Aktionen und Gefühle des Gegners. Wenn der Spieler einen Endgegner nach Laden eines früher gespeicherten Saves erneut herausfordert, können die Dialoge, mit denen sich der Gegner mit dem Spieler unterhält, durch den früheren Kampfausgang variieren. Monster attackieren unterschiedlich, abhängig davon, wie der Spieler mit ihnen interagiert.

## Handlung

### Hintergrundgeschichte
Vor vielen, vielen Jahren lebten Menschen und Monster friedlich gemeinsam auf der Erde. Doch eines Tages brach überraschend ein schwerer Krieg zwischen Menschen und Monstern aus, den die Menschen schließlich gewannen. Die Monster wurden mit Hilfe eines mächtigen Zaubers in ein riesiges, unterirdisches Höhlensystem verbannt. Man umgab den einzigen Zugang zur Unterwelt mit einer Barriere, die zwar Eintritt gewährt, aber niemanden wieder hinauslässt. In der Unterwelt gefangen, gründeten die Monster ein neues Königreich. Über dieses Reich regierten König Asgore und Königin Toriel, ihr gemeinsamer Sohn war der kleine Prinz Asriel.
Eines Tages fiel ein kleines Menschenkind in die Schlucht, welche ins unterirdische Reich führt. Man hatte Mitleid mit dem Kind und das Königspaar adoptierte es schließlich. Asriel und Chara (Platzhalter für den Namen, den man dem Kind zu Beginn des Spieles gibt, wenn man vermeintlich den Namen für die eigene Spielfigur wählt) wurden beste Freunde und spielten viel miteinander. Doch bald darauf wurde das Kind schwer krank. Trotz aller Versuche, die Krankheit zu heilen, verstarb Chara. Todunglücklich beschloss Asriel, dem Kind seinen letzten Wunsch zu erfüllen: Die Blumen sein/ihres Dorfes ein letztes Mal sehen zu können. Um aber die mächtige Barriere durchschreiten zu können, musste eine Menschenseele absorbiert werden. Asriel schaffte es schließlich dank Charas Seele, die Barriere zu überwinden, Chara in sein/ihr Heimatdorf zu bringen und dort niederzulegen. Die Dorfbewohner aber, die noch nie ein Monster gesehen hatten, glaubten irrtümlich, Asriel habe Chara getötet und so attackierten die Menschen Asriel. Tödlich verwundet kehrte der Prinz in die Unterwelt zurück und zerfiel vor den Augen seiner Eltern im Garten des Schlosses zu Staub. Zutiefst erschüttert und von Leid zerrüttet, erließ König Asgore den Befehl, dass fortan jeder Mensch, jung wie alt, erschlagen werden sollte, sobald er den Untergrund betreten würde.
Doch Königin Toriel missfiel dieser Befehl, weil sie, basierend auf den schönen Erinnerungen mit Asriel und Chara, stets auch an das Gute im Menschen glaubte. Angewidert zog sich Toriel in die Ruinen nahe der Eingangsschlucht zurück. Sie wollte jedem heruntergefallenen Menschen helfen und dadurch eine Chance bieten, den Bewohnern der Unterwelt zu beweisen, dass es immer noch gute Menschen gibt. In der Zwischenzeit beauftragte König Asgore die Wissenschaftlerin Dr. Alphys damit, mehr über die menschliche Seele herauszufinden. Dr. Alphys und ihr Vorgänger, Dr. W. D. Gaster, hatten entdeckt, dass menschliche Seelen eingefangen werden können, weil sie – im Gegensatz zu Monsterseelen – nicht vergehen, nachdem sie den menschlichen Körper verlassen haben. Eine ominöse Kraft namens „Entschlossenheit“ (engl. determination) sorgte für das Fortbestehen der Menschenseele. Diese ominöse Macht wollte König Asgore nun dazu nutzen, die magische Barriere zur Oberwelt zu vernichten und die Menschenwelt zu überrennen. Dafür brauchte er sieben menschliche Seelen, sechs davon hatte er bereits einsammeln lassen.
Die Geschichte des Spielers setzt an diesem Zeitpunkt an. Als kleines Kind (das eigentlich „Frisk“ heißt) fällt er in die Unterwelt und begegnet zunächst einem hinterhältigen Monster namens Flowey in Gestalt einer kleinen, goldenen Blume. Zum Glück wird das Kind von Toriel gerettet und schließlich, nach einigen Hürden, in das Königreich eingelassen. Während des Abenteuers entdeckt der Spieler, dass der böse Flowey in Wahrheit die herz- und gefühllose Wiedergeburt von Asriel ist. Dank eines heimlichen Experiments an einer Blume aus dem königlichen Garten, über der sich der Staub des sterbenden Prinzen verteilt hatte, wurde er wiedererweckt und hatte ungewöhnliche Kräfte erworben. Alphys hat sich dafür interessiert, was passieren würde, wenn etwas seelenloses Entschlossenheit bekommen würde. Als Überraschung für Asgore wurden einer seiner geliebten Blumen ausgewählt. Und so konnte Asriel im Augenblick seines Todes in eine goldene Blume hineinfahren. Doch mit diesem Akt büßte Asriel nach und nach all seine positiven Emotionen und seine Empfindungen ein. Und schon bald bereute Asriel seine Entscheidung, denn als Blume erkannte ihn niemand wieder. Und so begann Asriel, zunächst aus Kummer, bald aus Neid und Missgunst und schließlich gar aus purer Langeweile, die Bewohner der Unterwelt gegeneinander auszuspielen.

### Die drei Spielenden
Wenn der Spieler es schafft, ohne einen einzigen Mord zu König Asgore vorzudringen und diesen zu stellen (sogenannte „Wahre Pazifisten-Route“), geht Toriel empört dazwischen und ermahnt die Kontrahenten zur Vernunft. Daraufhin treffen auch andere Charaktere (Undyne, Dr. Alphys, Papyrus, Sans und, wenn auch nur kurz, Mettaton) ein und sprechen sich Mut zu. Plötzlich erscheint Flowey und nimmt alle Freunde als Geiseln. Dann nimmt er die Gestalt von Asriel an und es beginnt der eigentliche Endkampf. Gewinnt der Spieler, erscheint der echte Asriel und bricht in Tränen aus. Danach klärt er den Spieler über alles auf und lässt alle gestohlenen Seelen frei. Anschließend zerstört er die Barriere. Das Gute Ende zeigt Toriel, Asgore, Dr. Alphys und alle Freunde, wie sie mit Frisk die Menschenwelt betreten und sich darauf freuen, eine neue Welt kennenzulernen.
Spielt man die Wahre Pazifisten-Route und freundet sich mit Dr. Alphys an (indem man sie auf ein Date mit Undyne „begleitet“), so erhält man auch Zugang zum sogenannten „Wahren Labor“. Neben Zusammenstößen mit geisterartigen Phantomen erfährt man hier zwei Dinge: Den Grund für Alphys’ Schüchternheit und (später dann auch in Relation zu Asriels Dialogen) was wirklich geschah, als Chara verstarb sowie den Grund für seinen/ihren Tod.
Wenn der Spieler es bis zu König Asgore schafft, aber mehrere Monster getötet hat (was zum neutralen Spielende führt), entbrennt ein erbitterter Endkampf zwischen Kind und König. Wird Asgore bezwungen, erscheint Flowey und vernichtet Asgores Seele. Dann stiehlt Flowey die sechs Menschenseelen, mutiert zu einer Gestalt namens „Omega Flowey“ und greift Frisk direkt an. Gewinnt der Spieler auch diesmal, hat er die Wahlmöglichkeit Flowey zu verschonen oder zu ermorden. Egal welche Auswahl getroffen wurde, wird Frisk die Unterwelt verlassen.
Wenn der Spieler aber wirklich alle Monster getötet hat (sogenannter Genocide Run) und König Asgore gegenüber steht, wird Asgore mit einem Schlag niedergemetzelt. Anschließend erscheint Flowey und versucht, sich bei Frisk einzuschmeicheln. Doch auch Flowey wird niedergestreckt. Dann erscheint Chara und offenbart, dass der Spieler die ganze Zeit von ihr manipuliert und angestachelt worden war.  Chara gibt dann eine Wahl zwischen zwei Optionen: Die Welt löschen oder nicht löschen. Was auch immer gewählt wird, das Spielende gipfelt darin, dass die Welt gelöscht wird, womit Frisk auch getötet wird.

## Rezeption
Undertale erhielt für alle Plattformen äußerst positive Bewertungen. Auf Metacritic erhielt die Version für den PC, basierend auf 43 Rezensionen, eine Wertung von 92 % und eine Nutzerwertung von 8,3 von 10. Die Version für die PlayStation 4 erhielt, basierend auf 18 Rezensionen, eine Wertung von 92 % und eine Nutzerwertung von 6,6 von 10. Die Version für die Nintendo Switch erhielt, basierend auf 8 Wertungen, eine Wertung von 93 % und eine Nutzerwertung von 7,6 von 10. Die Nintendo-Switch-Version hat damit derzeit die drittbeste Wertung für Nintendo-Switch-Spiele auf Metacritic.
Kallie Plagge von IGN lobte, wie sehr das Gameplay in die Handlung integriert sei, und urteilte, dass Undertale deswegen nur als Computerspiel funktioniere. Sie hob außerdem positiv hervor, dass jede Attacke die Persönlichkeit eines Monsters widerspiegele und der Ausgang jedes Kampfes Einfluss auf die Handlung nehme. Mitch Vogel von NintendoLife mochte, dass man zwar wisse, wie ein Kampf gegen Monster vom Prinzip her ablaufe, man aber nie vorhersehen könne, in welcher Art und Weise sich der jeweilige Ausgang gestalte. Ben Davis von Destructoid gefielen die verschiedenen Möglichkeiten und Alternativen, um während eines Kampfes mit Gegnern zu agieren, und die Reaktionen der Gegner auf die Auswahlen.
Der Schreibstil der Dialoge und die Erzählweise erhielten eine sehr gute Bewertung. Plagge von IGN lobte die Charaktere, die Wortspiele und Aktionen der Charaktere und Monster. Besonders einige Witze seien für die Zielgruppe nachempfindbar. Auch die Tiefe der Persönlichkeit sei wichtig für die Moral von Undertale, da man mehrere Monster, die mit dem Spieler interagieren, bekämpfen müsse. Davis von Destructoid fand, dass jeder Charakter „einzigartig“ sei, sodass viele von ihnen „unvergesslich“ blieben. Hicks von GameSpot fand, dass Undertale in Hinsicht auf Dialoge zwar nicht unbedingt einzigartig sei, aber einige Dialoge Videospiele und die menschliche Natur hinterfragen würden.
Die grafische Präsentation des Spiels erhielt eine gemischte Bewertung. Plagge von IGN urteilte, dass diese sogar häufig hässlich sei, aber dass die großartige Musik dies kompensiere. Vogel von NintendoLife empfand die grafische Präsentation des Spiels als „uninspiriert“ und einige Sprites schwach und kritisierte, dass Undertale seine Kreativität nicht durch seine Grafik zeige. Davis von Destructoid fand einige Gebiete und Charaktere gut designt, sodass man sich an den Stil gewöhne und ihn zu schätzen lerne.
Die Musik des Spiels wurde hingegen durchweg gelobt. Vogel von NintendoLife hob die große Varietät, die sich besonders in der Musik zu Bossgegnern finde, positiv hervor und die Atmosphäre, welche viele Tracks liefern würden. Hicks von GameSpot lobte, dass die Musik sich sehr gut ins Gameplay einpasse und die Persönlichkeit vieler Gegner und Charaktere passend erweitere. Er bezeichnete den Soundtrack als „zeitlos“.

## Deltarune
Am 31. Oktober 2018 veröffentlichte der Entwickler Toby Fox kostenlos das erste Kapitel seines Spiels Deltarune. Deltarune ist ein Anagramm des Wortes „Undertale“ und spielt in einem ähnlichen, aber anderen Universum, das viele Charaktere wieder benutzt. Das Spiel erschien für Windows und macOS, am 28. Februar 2019 folgten Versionen für Nintendo Switch und PlayStation 4.